# Берте, Лоредана
Лоредана Берте́ (итал. Loredana Bertè; род. 20 сентября 1950, Баньара-Калабра) — итальянская певица.

## Биография
Родилась в семье учителей, отец преподавал латынь и греческий в лицее, мать работала учительницей в средней школе. Старшая сестра — Мия Мартини, стала также известной итальянской певицей. После развода родителей, с матерью и сестрами переехала в 1965 в Рим, где начинала как танцовщица в известном клубе «Пайпер», познакомившись с Ренато Дзеро.

## Творчество
В 1966 выступала в танцевальной группе «Коллеттони и Коллеттини» (итал. Collettoni e Collettini), сопровождая гастроли Риты Павоне. Играла в спектаклях с Ренато Дзеро. Первая студийная запись, в качестве хористки, вместе с сестрой Мией, в альбоме Чико Барке Де Оланда (Chico Buarque de Hollanda) «В ритме самбы» («Per un pugno di Samba»), аранжировка Эннио Морриконе. В 1970 участвует в итальянской версии мюзикла «Волосы», в 1971 — бэк-вокалистка первого альбома сестры Мии, снимается в первых эпизодических ролях в фильмах «Те красавцы — мы» («Quelli belli… siamo noi») Д.Мариуццо (1970) и «Достаточно посмотреть на неё» («Basta guardarla») Л.Сальсе (1971), в экспериментальной рок-опере «Орфей-9». Началась её первая история любви с теннисистом Адриано Панаттой. В 1974 участвует в телеверсии оперетты «Нет, нет Нанетта» («No no Nanette»), снимается обнаженной для «Плейбоя». В 1974 Мия Мартини представила её продюсеру Альфредо Черрути, результатом явился контракт с CGD и первый альбом «Streaking», излишняя провоцирующая сексуальность побудила цензуру снять альбом с продажи.
Первый успех пришёл в 1975, песня «Ты прекрасна» («Sei bellissima», авторов К.Дайано (Claudio Daiano) и Дж.-П.Фелисатти (Gian Pietro Felisatti), также подправленная цензурой, была исполнена Лореданой на фестивале «Disco per l’estate», и несмотря на то, что не попала в финал, 14 недель пребывала в итальянском хит-параде, затем вошла в альбом «Нормально или супер» («Normale o super», 1976) — первый, спродюсированный Марио Лавецци, а также с первой песней одного из крупнейших итальянских композиторов Ивано Фоссати. Его песня «Посвященный» («Dedicato»), исполненная в 1978 Берте, и вновь подвергшаяся цензуре, на этот раз — политической, неоднократно прозвучала на итальянском ТВ. Альбом 1979 «Банда Берте» («BandaBertè»), в том числе с песней «И луна постучала…» («…E la luna bussò», в ритме регги), вновь достиг высоких мест в итальянском хит-параде. За этот альбом Берте вновь получает премию «Vota la voce», как лучшая исполнительница. В 1981 Лоредана несколько месяцев проводит в США, записывая альбом «Сделано в Италии» («Made in Italy»), в Нью-Йорке встречается с Э.Уорхолом.
В 1982 Берте выигрывает «Фестиваль-бар» с песней «Я не та синьора» («Non sono una signora», поднявшейся до 5 места в недельном и до 32 в годовом хит-параде Италии), включенной в один из самых успешных её альбомов «Переезды» («Traslocando», 7 и 38 места, соотв.). Продюсер альбома вновь И.Фоссати, ставший также автором ряда песен, отличающихся интересными мелодиями, философскими по смыслу текстами. В 1983 появляются альбомы «Не изданное» («Lorinedita») и «Джаз» («Jazz», записанный в Лондоне и Нью-Йорке, прод. — Фоссати). Берте выступает в «Мэдисон сквер гарден», участвует в многочисленных итальянских телепрограммах («Фантастико» и др.), выходит замуж за Роберто Бергера, сына миллиардера Томмазо Бергера, брак продлился недолго. В 1984 в деликатном и изысканном альбоме «Умение создавать» («Savoir faire»), в третий раз продюсером выступил И.Фоссати. Амбициозный альбом 1985 «Кариока» («Carioca»), посвящён творчеству бразильского музыканта Джавана, тексты написаны Бруно Лауци и Энрико Рудджери.
1 марта 1984 Берте впервые приезжает в СССР, совместно с итальянским телевидением, советское телевидение снимает музыкальный фильм «Автограф» (1984), куда вошли записи сделанные на улицах Москвы, в цирке на Цветном бульваре, в Суздальском кремле, в Зеленограде с местной хоккейной командой «Орбита» и в Таллине. В интервью журналу «Кругозор» Лоредана сообщила, что мечта выступить с концертами перед советской публикой осталась неосуществленной. Более того, в эфир телевидения СССР попал только фрагмент с песней «Кино» («Movie»), которая также вышла в СССР на гибком флекси-диске. Советское телевидение решило показать фильм полностью лишь в феврале 1990.
В 1986 Берте впервые участвует в фестивале в Сан-Ремо. Дебют с песней Манго «Король» ознаменовался скандалом из-за костюма Лореданы, напоминающего беременность. 9-12 апреля 1986 Лоредана вместе с другими участниками фестиваля второй раз приезжает в СССР на концерт «Цветы и песни Сан-Ремо в Москве», показанный как ТВ Италии, так и советским ТВ, которое вновь подвергло выступление Берте цензуре, вырезав финальный фрагмент. Песня вошла в альбом-сборник лучших песен прошлых лет «Fotografando… i miei successi», имевший успех на радио и «Фестиваль-баре». В 1988 исполняет в Сан-Ремо песню «Я», названную телезрителями самой остроумной.
В 1988 во время этапа «Фестиваль-бара» на Ибице, знакомится с выдающимся шведским теннисистом Бьерном Боргом. В 1989 именно Лоредана спасает Борга от самоубийства, а в сентябре 1989 состоялась их свадьба. Берте оставила карьеру, отказалась от мирового турне. В этот период СМИ повсеместно преследовали пару. Берте выступала в гала-концерте перед шведским королём Карлом XVI Густавом, вместе с супругом многократно была гостьей Белого Дома (США).
Лишь в 1991 Лоредана вернулась к музыке, исполнив в Сан-Ремо песню Пино Даниеле «In questa città». В том же году уже супруг спасает Лоредану при попытке самоубийства в Милане, Берте живёт в постоянном стрессе, эти события побудили её сестру Мию Мартини, возобновить общение после долгого перерыва. В 1993 обе сестры поют дуэтом в Сан-Ремо с песней «Stiamo come stiamo».
В последние годы Берте продолжает карьеру, одним из успешных стал её альбом «BabyBertè» (2005). В мае 2018 вышел клип на композицию «Non Ti Dico No» записанную совместно с итальянской группой Boomdabash.
В 2019 Берте в 11-й раз приняла участие в фестивале в Сан-Ремо. Публика трижды устраивала овацию стоя, певице была присуждена премия публики. Однако по итогам голосования жюри Берте заняла лишь четвёртое место, после объявления такого результата, публика в зале долго и бурно протестовала, свистела, выражая несогласие с голосованием, что вызвало дискуссию даже в итальянском правительстве.